# Schackproblem
Den här artikeln använder algebraisk schacknotation för att beskriva schackdragen.
|   | a | b | c | d | e | f | g | h |   |
| 8 | a4 vit löpare · h4 vit kung · a3 svart bonde · a2 svart kung · b2 svart bonde · b1 vit torn · h1 vit drottning | a4 vit löpare · h4 vit kung · a3 svart bonde · a2 svart kung · b2 svart bonde · b1 vit torn · h1 vit drottning | a4 vit löpare · h4 vit kung · a3 svart bonde · a2 svart kung · b2 svart bonde · b1 vit torn · h1 vit drottning | a4 vit löpare · h4 vit kung · a3 svart bonde · a2 svart kung · b2 svart bonde · b1 vit torn · h1 vit drottning | a4 vit löpare · h4 vit kung · a3 svart bonde · a2 svart kung · b2 svart bonde · b1 vit torn · h1 vit drottning | a4 vit löpare · h4 vit kung · a3 svart bonde · a2 svart kung · b2 svart bonde · b1 vit torn · h1 vit drottning | a4 vit löpare · h4 vit kung · a3 svart bonde · a2 svart kung · b2 svart bonde · b1 vit torn · h1 vit drottning | a4 vit löpare · h4 vit kung · a3 svart bonde · a2 svart kung · b2 svart bonde · b1 vit torn · h1 vit drottning | 8 |
| 7 | a4 vit löpare · h4 vit kung · a3 svart bonde · a2 svart kung · b2 svart bonde · b1 vit torn · h1 vit drottning | a4 vit löpare · h4 vit kung · a3 svart bonde · a2 svart kung · b2 svart bonde · b1 vit torn · h1 vit drottning | a4 vit löpare · h4 vit kung · a3 svart bonde · a2 svart kung · b2 svart bonde · b1 vit torn · h1 vit drottning | a4 vit löpare · h4 vit kung · a3 svart bonde · a2 svart kung · b2 svart bonde · b1 vit torn · h1 vit drottning | a4 vit löpare · h4 vit kung · a3 svart bonde · a2 svart kung · b2 svart bonde · b1 vit torn · h1 vit drottning | a4 vit löpare · h4 vit kung · a3 svart bonde · a2 svart kung · b2 svart bonde · b1 vit torn · h1 vit drottning | a4 vit löpare · h4 vit kung · a3 svart bonde · a2 svart kung · b2 svart bonde · b1 vit torn · h1 vit drottning | a4 vit löpare · h4 vit kung · a3 svart bonde · a2 svart kung · b2 svart bonde · b1 vit torn · h1 vit drottning | 7 |
| 6 | a4 vit löpare · h4 vit kung · a3 svart bonde · a2 svart kung · b2 svart bonde · b1 vit torn · h1 vit drottning | a4 vit löpare · h4 vit kung · a3 svart bonde · a2 svart kung · b2 svart bonde · b1 vit torn · h1 vit drottning | a4 vit löpare · h4 vit kung · a3 svart bonde · a2 svart kung · b2 svart bonde · b1 vit torn · h1 vit drottning | a4 vit löpare · h4 vit kung · a3 svart bonde · a2 svart kung · b2 svart bonde · b1 vit torn · h1 vit drottning | a4 vit löpare · h4 vit kung · a3 svart bonde · a2 svart kung · b2 svart bonde · b1 vit torn · h1 vit drottning | a4 vit löpare · h4 vit kung · a3 svart bonde · a2 svart kung · b2 svart bonde · b1 vit torn · h1 vit drottning | a4 vit löpare · h4 vit kung · a3 svart bonde · a2 svart kung · b2 svart bonde · b1 vit torn · h1 vit drottning | a4 vit löpare · h4 vit kung · a3 svart bonde · a2 svart kung · b2 svart bonde · b1 vit torn · h1 vit drottning | 6 |
| 5 | a4 vit löpare · h4 vit kung · a3 svart bonde · a2 svart kung · b2 svart bonde · b1 vit torn · h1 vit drottning | a4 vit löpare · h4 vit kung · a3 svart bonde · a2 svart kung · b2 svart bonde · b1 vit torn · h1 vit drottning | a4 vit löpare · h4 vit kung · a3 svart bonde · a2 svart kung · b2 svart bonde · b1 vit torn · h1 vit drottning | a4 vit löpare · h4 vit kung · a3 svart bonde · a2 svart kung · b2 svart bonde · b1 vit torn · h1 vit drottning | a4 vit löpare · h4 vit kung · a3 svart bonde · a2 svart kung · b2 svart bonde · b1 vit torn · h1 vit drottning | a4 vit löpare · h4 vit kung · a3 svart bonde · a2 svart kung · b2 svart bonde · b1 vit torn · h1 vit drottning | a4 vit löpare · h4 vit kung · a3 svart bonde · a2 svart kung · b2 svart bonde · b1 vit torn · h1 vit drottning | a4 vit löpare · h4 vit kung · a3 svart bonde · a2 svart kung · b2 svart bonde · b1 vit torn · h1 vit drottning | 5 |
| 4 | a4 vit löpare · h4 vit kung · a3 svart bonde · a2 svart kung · b2 svart bonde · b1 vit torn · h1 vit drottning | a4 vit löpare · h4 vit kung · a3 svart bonde · a2 svart kung · b2 svart bonde · b1 vit torn · h1 vit drottning | a4 vit löpare · h4 vit kung · a3 svart bonde · a2 svart kung · b2 svart bonde · b1 vit torn · h1 vit drottning | a4 vit löpare · h4 vit kung · a3 svart bonde · a2 svart kung · b2 svart bonde · b1 vit torn · h1 vit drottning | a4 vit löpare · h4 vit kung · a3 svart bonde · a2 svart kung · b2 svart bonde · b1 vit torn · h1 vit drottning | a4 vit löpare · h4 vit kung · a3 svart bonde · a2 svart kung · b2 svart bonde · b1 vit torn · h1 vit drottning | a4 vit löpare · h4 vit kung · a3 svart bonde · a2 svart kung · b2 svart bonde · b1 vit torn · h1 vit drottning | a4 vit löpare · h4 vit kung · a3 svart bonde · a2 svart kung · b2 svart bonde · b1 vit torn · h1 vit drottning | 4 |
| 3 | a4 vit löpare · h4 vit kung · a3 svart bonde · a2 svart kung · b2 svart bonde · b1 vit torn · h1 vit drottning | a4 vit löpare · h4 vit kung · a3 svart bonde · a2 svart kung · b2 svart bonde · b1 vit torn · h1 vit drottning | a4 vit löpare · h4 vit kung · a3 svart bonde · a2 svart kung · b2 svart bonde · b1 vit torn · h1 vit drottning | a4 vit löpare · h4 vit kung · a3 svart bonde · a2 svart kung · b2 svart bonde · b1 vit torn · h1 vit drottning | a4 vit löpare · h4 vit kung · a3 svart bonde · a2 svart kung · b2 svart bonde · b1 vit torn · h1 vit drottning | a4 vit löpare · h4 vit kung · a3 svart bonde · a2 svart kung · b2 svart bonde · b1 vit torn · h1 vit drottning | a4 vit löpare · h4 vit kung · a3 svart bonde · a2 svart kung · b2 svart bonde · b1 vit torn · h1 vit drottning | a4 vit löpare · h4 vit kung · a3 svart bonde · a2 svart kung · b2 svart bonde · b1 vit torn · h1 vit drottning | 3 |
| 2 | a4 vit löpare · h4 vit kung · a3 svart bonde · a2 svart kung · b2 svart bonde · b1 vit torn · h1 vit drottning | a4 vit löpare · h4 vit kung · a3 svart bonde · a2 svart kung · b2 svart bonde · b1 vit torn · h1 vit drottning | a4 vit löpare · h4 vit kung · a3 svart bonde · a2 svart kung · b2 svart bonde · b1 vit torn · h1 vit drottning | a4 vit löpare · h4 vit kung · a3 svart bonde · a2 svart kung · b2 svart bonde · b1 vit torn · h1 vit drottning | a4 vit löpare · h4 vit kung · a3 svart bonde · a2 svart kung · b2 svart bonde · b1 vit torn · h1 vit drottning | a4 vit löpare · h4 vit kung · a3 svart bonde · a2 svart kung · b2 svart bonde · b1 vit torn · h1 vit drottning | a4 vit löpare · h4 vit kung · a3 svart bonde · a2 svart kung · b2 svart bonde · b1 vit torn · h1 vit drottning | a4 vit löpare · h4 vit kung · a3 svart bonde · a2 svart kung · b2 svart bonde · b1 vit torn · h1 vit drottning | 2 |
| 1 | a4 vit löpare · h4 vit kung · a3 svart bonde · a2 svart kung · b2 svart bonde · b1 vit torn · h1 vit drottning | a4 vit löpare · h4 vit kung · a3 svart bonde · a2 svart kung · b2 svart bonde · b1 vit torn · h1 vit drottning | a4 vit löpare · h4 vit kung · a3 svart bonde · a2 svart kung · b2 svart bonde · b1 vit torn · h1 vit drottning | a4 vit löpare · h4 vit kung · a3 svart bonde · a2 svart kung · b2 svart bonde · b1 vit torn · h1 vit drottning | a4 vit löpare · h4 vit kung · a3 svart bonde · a2 svart kung · b2 svart bonde · b1 vit torn · h1 vit drottning | a4 vit löpare · h4 vit kung · a3 svart bonde · a2 svart kung · b2 svart bonde · b1 vit torn · h1 vit drottning | a4 vit löpare · h4 vit kung · a3 svart bonde · a2 svart kung · b2 svart bonde · b1 vit torn · h1 vit drottning | a4 vit löpare · h4 vit kung · a3 svart bonde · a2 svart kung · b2 svart bonde · b1 vit torn · h1 vit drottning | 1 |
|   | a | b | c | d | e | f | g | h |   |

Lösning: 1.Ld1 Kxb1 2.Lb3#.
Schackproblem är ett problem gjort med schackpjäser på ett schackbräde som ställer lösaren inför en viss uppgift som ska lösas. Det kan till exempel vara att vit flyttar först och ska sätta svart schackmatt i två drag mot alla tänkbara försvar.
Schackproblem skiljer sig från taktiska övningar som ofta förekommer i tidskrifter. Schackproblem är konstruerade och kommer inte från spelade partier. Schackproblem förväntas också ha ett estetiskt värde (som ett oväntat förstadrag), originalitet och en entydig lösning.

## Typer av problem
Den svenska problemschacktidskriften Springaren delar upp problem i följande kategorier:
- Direktmatter där vit (vanligen) börjar och ska sätta svart matt i ett angivet antal drag mot alla försvar. Detta är den vanligaste typen av problem. Den kan delas upp i underkategorier:
  - Matt i två drag (2-dragare)
  - Matt i tre drag (3-dragare)
  - Matt i flera drag (flerdragare)

- Studier är oftast komponerade slutspelsställningar där vit börjar och ska försöka vinna ("vit drar och vinner") eller hålla remi ("vit drar och håller remi"). Något specifikt antal drag är inte angivet. Till skillnad från andra problemtyper är studier ofta naturliga ställningar som kan uppträda i partier, och de kan ha ett värde för slutspelsteorin. Studier anses ibland vara skilt från problem.

- Hjälpmatter där svart (vanligen) börjar och svart och vit hjälps åt att sätta svart matt i ett angivet antal drag.

- Självmatter där vit börjar och tvingar svart att sätta vit matt i ett angivet antal drag (och där svart försöker undvika att sätta matt).

- Fantasiproblem är övriga typer av problem. Här ingår bland annat:
  - Problem med speciella fantasipjäser eller fantasiregler
  - Seriedragsproblem där den ena sidan gör en serie drag utan att den andra sidan gör något drag
  - Retrograd analys där man ska räkna ut hur en viss ställning har uppkommit.

En annan uppdelning av schackproblem är i ortodoxa, halvortodoxa och fantasiproblem.
- Ortodoxa problem är sådana som följer de vanliga reglerna och ambitionerna för schack. Här ingår framför allt direktmatter och studier.
- Halvortodoxa problem följer de vanliga reglerna men däremot är ambitionen hos vit och svart inte de vanliga. Här ingår bland annat hjälpmatter och självmatter.
- Fantasiproblem är olika typer av problem som inte följer de vanliga schackreglerna.

## Tävlingar
Tävlingar anordnas i både problemkomposition (det vill säga konstruktion av problem) och problemlösning.
Vid tävlingar i problemkomposition lämnar deltagarna in problem, vanligen enligt något tema som bestämts för tävlingen. En domare bedömer sedan problemens estetiska kvaliteter, originalitet och korrekthet.
Vid tävlingar i problemlösning ska deltagarna, utan hjälpmedel som datorer, lösa ett antal problem på en fastställd tid.
Världsmästerskap i problemkomposition och problemlösning arrangeras av World Federation for Chess Composition (WFCC)

### Föreningar
- Storbritannien
- Danmark
- Nederländerna
- Finland
- Tyskland
- Jugoslavien